# Franz Heckenast
Franz Heckenast (* 7. November 1889 in Komárom, Königreich Ungarn; † 15. Februar 1939 im KZ Buchenwald) war ein österreichischer Offizier und Gegner des Nationalsozialismus.

## Leben
Nach Besuch der Kadettenschule Mährisch Weißkirchen und der k.u.k. Technischen Militärakademie Mödling wurde er 1912 als Leutnant zum k.u.k. Feldkanonen-Regiment 12 nach Budapest ausgemustert. Am Ersten Weltkrieg nahm er als Artillerieoffizier an verschiedenen Fronten teil. 1920 wurde er als Major ins Bundesheer übernommen. Als überzeugter Katholik engagierte er sich im „Katholisch-deutschen Soldatenbund“, der sich gegen den Nationalsozialismus wandte. Er wirkte am 30. und 31. Juli 1934 am Militärgerichtsverfahren gegen die Teilnehmer des Juliputsches mit. Als Oberstleutnant im ersten Bundesheer erlebte er den deutschen Einmarsch 1938. Nachdem er nach dem „Anschluss“ den Eid auf Hitler verweigerte, wurde er am 15. März 1938 zwangspensioniert, verhaftet und in das KZ Buchenwald eingeliefert, wo er bald darauf umkam.
Das Bundesheer der zweiten Republik ehrte ihn gemeinsam mit seinem von den Nationalsozialisten hingerichteten Kameraden Hauptmann Karl Burian durch die Benennung des Amtsgebäude Schwenkgasse in Kommandogebäude Heckenast-Burian in Wien. Sein Ehrengrab befindet sich auf dem Friedhof Wien-Hietzing.